# 1936 en géologie
Cet article présente les faits marquants de l'année 1936 en géologie.

## Prix
- Médailles de la Geological Society of London
  - Médaille Lyell : Eleanor Mary Reid et Leonard Johnston Wills
  - Médaille Murchison : Ernest Edward Leslie Dixon
  - Médaille Wollaston : Gustaaf Adolf Frederik Molengraaff

## Décès
- 15 juin : Eugène Lagrange (né en 1855), géologue et physicien belge.

- 15 juillet : Alexandre Karpinsky (né en 1846), géologue et minéralogiste russe.

- 3 octobre : William Arthur Parks (né en 1868), géologue et un paléontologue canadien.

- 7 octobre : Arturo Issel (né en 1878), géologue, paléontologue et malacologiste italien.

- 20 octobre : William Johnson Sollas (né en 1849), géologue et paléontologue britannique.

- 13 novembre : Léon Jean Benjamin de Lamothe (né en 1849), géologue français.

- 24 décembre : Dragutin Gorjanović-Kramberger (né en 1856), géologue, archéologue, préhistorien et paléontologue croate.